# Sergi Escobar
Sergi Oscar Escobar Roure (Lérida, 22 de septiembre de 1974) es un deportista español que compitió en ciclismo en la modalidad de pista, especialista en las pruebas de persecución. Fue campeón mundial en persecución individual en 2004.
Participó en dos Juegos Olímpicos de Verano, en los años 2004 y Pekín 2008, obteniendo en total dos medallas de bronce, ambas en Atenas 2004, en la pruebas de peresecución individual y persecución por equipos (junto con Carlos Castaño, Asier Maeztu y Carlos Torrent); además consiguió el séptimo lugar en Pekín 2008 en persecución por equipos.
Ganó cinco medallas en el Campeonato Mundial de Ciclismo en Pista entre los años 2003 y 2007.

## Medallero internacional
| Juegos Olímpicos   | Juegos Olímpicos             | Juegos Olímpicos  | Juegos Olímpicos        |
| Año                | Lugar                        | Medalla           | Competición             |
| ------------------ | ---------------------------- | ----------------- | ----------------------- |
| 2004               | Atenas (Grecia)              | Medalla de bronce | Persecución individual  |
| 2004               | Atenas (Grecia)              | Medalla de bronce | Persecución por equipos |
| Campeonato Mundial |                              |                   |                         |
| Año                | Lugar                        | Medalla           | Competición             |
| 2003               | Stuttgart (Alemania)         | Medalla de bronce | Persecución individual  |
| 2004               | Melbourne (Australia)        | Medalla de oro    | Persecución individual  |
| 2004               | Melbourne (Australia)        | Medalla de bronce | Persecución por equipos |
| 2005               | Los Ángeles (Estados Unidos) | Medalla de plata  | Persecución individual  |
| 2007               | Palma de Mallorca (España)   | Medalla de bronce | Persecución individual  |

## Palmarés

### Carretera
2001
- 3.º en el Campeonato de España Contrarreloj
- Contrarreloj en los Juegos Mediterráneos

2006
- Vuelta a la Comunidad de Madrid

‘’’2008’’’
- Vuelta a Castellón
- Vuelta a Tarragona

2009
- 1 etapa de la Vuelta Ciclista a Chiapas

2011
- 1 etapa de la Vuelta Ciclista a Chiapas

## Palmarés en pista
- 1997
  -  Campeón de España de persecución por equipos (con Isaac Gálvez, J.M. Fernández y O. Gomis)
- 1999
  -  Campeón de España de persecución
  -  Campeón de España de persecución por equipos (con Isaac Gálvez, Carles Torrent y Xavier Florencio)
- 2000
  -  Campeón de España de persecución
  -  Campeón de España de persecución por equipos (con Isaac Gálvez, Carles Torrent y David Regal)
- 2001
  -  Campeón de España de persecución
- 2002
  -  Campeón de España de persecución
- 2003
  -  Campeón de España de persecución
  -  Campeón de España de persecución por equipos (con Sebastià Franco, Antonio Miguel Parra e I. Escolà)
- 2004
  -  Medalla de bronce en los Juegos Olímpicos de Atenas en persecución
  -  Medalla de bronce en los Juegos Olímpicos de Atenas en persecución por equipos con Asier Maeztu, Carlos Castaño i Carles Torrent
  -  Campeón del Mundo en persecución individual
  -  Campeón de España de persecución
  -  Campeón de España de Madison (con Antonio Miguel Parra)
  -  Campeón de España de persecución per equips (con Sebastià Franco, Antonio Miguel Parra y Albert Ramiro)
- 2006
  -  Campeón de España de persecución
  -  Campeón de España de persecución por equipos (con Joaquim Soler, Antonio Miguel Parra y Carles Torrent Tarrés)
- 2007
  -  Campeón de España de persecución
  -  Campeón de España de persecución por equipos (con Albert Ramiro, Antonio Miguel Parra y Carles Torrent Tarrés)
  -  Campeón de España de persecución
- 2008
  -  Campeón de España de persecución
- 2009
  -  Campeón de España de persecución por equipos (con Carlos Herrero Nadal, Antonio Miguel Parra y Carles Torrent Tarrés)
- 2010
  -  Campeón de España de persecución
  -  Campeón de España de puntuación
  -  Campeón de España de scratch

### Resultados en laCopa del Mundo
- 2003
  - 1.º en Moscú, en Persecución
- 2004
  - 1.º en la Clasificación general y en la prueba de Aguascalientes, en Persecución
- 2004-2005
  - 1.º en Mánchester, en Persecución
- 2005-2006
  - 1.º en Los Ángeles, en Persecución
- 2007-2008
  - 1.º en Copenhague, en Persecución
- 2008-2009
  - 1.º en Cali, en Persecución

## Equipos
- Illes Balears-Caisse d'Epargne (2005)
- Grupo Nicolás Mateos (2006-2007)
- Andorra-Grandvalira (2009)